# داگوود ایکرز، شهرستان اورنج، کارولینای شمالی
داگوود ایکرز (به انگلیسی: Dogwood Acres) یک منطقهٔ مسکونی در ایالات متحده آمریکا است که در شهرستان اورنج، کارولینای شمالی واقع شده‌است. داگوود ایکرز ۱۲۸٫۹۳ متر بالاتر از سطح دریا واقع شده‌است.